# Hesperophanes pubescens
Hesperophanes pubescens es una especie de escarabajo longicornio del género Hesperophanes, tribu Hesperophanini, orden Coleoptera. Fue descrita científicamente por Haldeman en 1847.
El período de vuelo ocurre durante los meses de julio y agosto.

## Descripción
Mide 13-22 milímetros de longitud.

## Distribución
Se distribuye por Estados Unidos y Canadá.